# Kellner zu Thurndorf

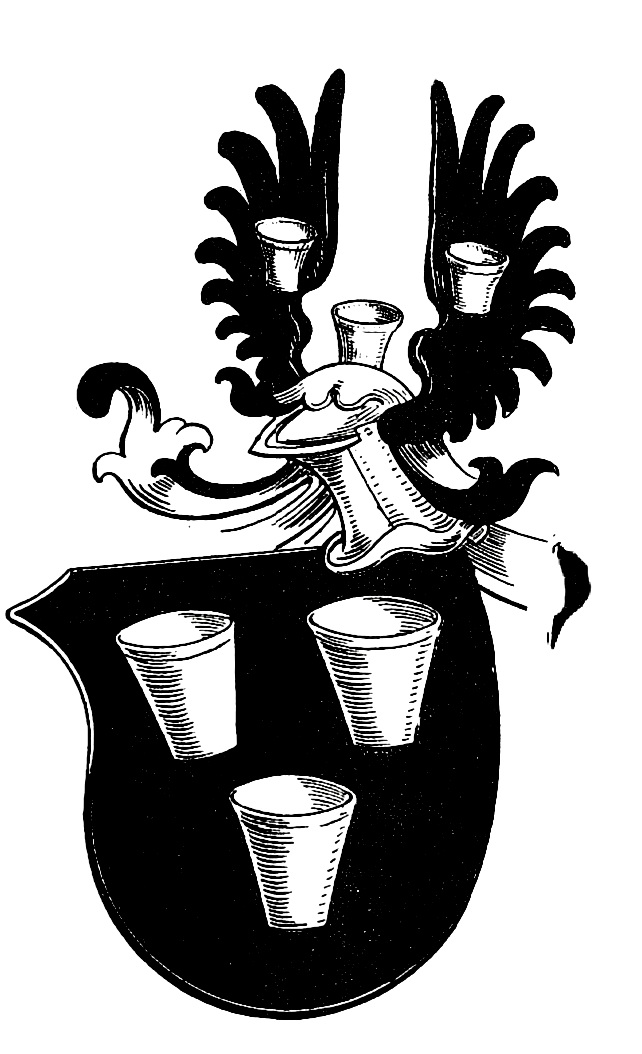
Wappen der Kellner zu Thurndorf

Die Kellner von Thurndorf waren ein bayerisches Ministerialgeschlecht.

## Geschichte
Thurndorf (Markt Kirchenthumbach) war bis 1188 in Besitz der Sulzbacher, anschließend der Hohenstaufer. Auf „die Schwäche der staufischen Herrschaft nördlich der Alpen“ folgte im 13. Jahrhundert eine Lehnsherrschaft der Walpoten und Leuchtenberger. Zwar unterhielten die Wittelsbacher im Nordgau einigen Besitz, doch Amt und Burg Thurndorf war im Jahr 1318 im Besitz der „Söhne des verstorbenen Kellner zu Thurndorf“, die wahrscheinlich Angehörige dieses Ministerialgeschlechts waren.
Am 23. Juli 1369 verkauften Konrad der Kellner der Ältere († um 1370) und seine Frau Jeuta zwei Güter in Zirkendorf (Ortsteil der Marktgemeinde Kirchenthumbach), zwei in Zeltenreuth, drei Güter und eine Sölde in Neuenhof und die halbe Veste Bibrach an Konrad den Kellner, den Jüngeren (genannt: Konrad der Schwab[e]), den Sohn seines Bruders Otto, und Wilhelm den Zenger, einen Neffen („Tichter“) seines Bruders. Ottos Frau hieß Katharina.
Am 2. Juni 1371 verzichtete Konrad der Schwabe, Wilhelm Zenger und Heinrich Frankenberger gegenüber den Landgrafen auf diese Burg Bibrach.
Später scheint Hans Kellner (genannt: der Pyber) wieder in Besitz der Burg gekommen zu sein, denn Landgraf Albrecht von Leuchtenberg verkaufte sie im Jahr 1397 gegen des ersteren „eingeholte[r] Zustimmung“ an das Kloster Speinshart. Hans Kellner brandschatzte es in der Folge und einigte sich am 31. Juli 1399 mit dem Kloster bezüglich des entstandenen Schadens. Am 20. Juli 1407 verzichtete auch er auf alle Ansprüche auf die Burg.
Die Söhne Ulrich Kellners, Georg und Leonhard, die Kellner, waren im Jahr 1495 Burgmänner zu Thurndorf. In ebendiesem Jahr verkauften sie dem Kloster Michelfeld einige Güter bzw. Grundstücke zu Neuzirkendorf, darunter die Öde Putzmanns (auch: Butzmanns, Buzemanns; Landgericht Kemnath).
Jörg Kellner ist im Jahr 1541 zu Katzberg (Cham) im oberpfälzischen Landsassen-Register verzeichnet.
Die Kellner waren über ihren mit Albrecht von Wildenstein (vgl. Epitaph für Albrecht von Wildenstein zu Breitenegg († 1532) und seine beiden Gemahlinnen) verschwägerten Vetter Hans Brandtner entfernt verschwägert mit den Wildensteins.

## Wappen
Das Wappen der Kellner zu Thurndorf ist wie folgt blasoniert: In Schwarz drei (2:1) silberne Becher. Schwarz geflügelter Helm, wobei ein Becher auf dem Helm steht und die Flügel mit jeweils einem silbernen Becher belegt sind. Die Helmdecken schwarz-silbern.